# Scottocheres laubieri
Scottocheres laubieri is een eenoogkreeftjessoort uit de familie van de Asterocheridae. De wetenschappelijke naam van de soort is voor het eerst geldig gepubliceerd in 1967 door Stock.